# Senatori della IX legislatura del Regno d'Italia
Elenco dei senatori della IX legislatura del Regno d'Italia nominati dal re Vittorio Emanuele II divisi per anno di nomina.
Il numero indicato è quello della serie cronologica ufficiale.

## 1865

### 8 ottobre
- 371. Diego Angioletti
- 372. Giuseppe Arconati Visconti
- 373. Corrado Arezzo de Spuches di Donnafugata
- 374. Giacomo Astengo
- 375. Giuseppe Bella
- 376. Francesco Brioschi
- 377. Carlo Burci
- 378. Rocco Camerata Scovazzo
- 379. Girolamo Cantelli
- 380. Giovanni Battista Cassinis
- 381. Leonetto Cipriani
- 382. Domenico Cucchiari
- 383. Giovanni De Falco
- 384. Michele Castellamonte Di Lessolo
- 385. Ignazio Di Sortino Specchi Gaetani
- 386. Giuseppe Fiorelli
- 388. Piersilvestro Leopardi
- 389. Giuseppe Miraglia
- 390. Carlo Pellion di Persano
- 391. Giuseppe Robecchi
- 392. Faustino Sanseverino
- 393. Giuseppe Saracco
- 394. Filippo Satriano
- 395. Carlo Torre
- 396. Niccolò Turrisi Colonna
- 397. Atto Vannucci
- 398. Emanuele Viggiani

## 1866

### 5 novembre
- 399. Prospero Antonini
- 400. Giusto Bellavitis
- 402. Alessandro Carlotti
- 403. Giovanni Cittadella
- 405. Girolamo Costantini
- 406. Giuseppe Giovanelli
- 407. Giambattista Giustinian
- 408. Luigi Michiel
- 409. Francesco Miniscalchi Erizzo
- 410. Lodovico Pasini
- 411. Luigi Revedin
- 412. Agostino Sagredo
- 413. Luigi Strozzi
- 414. Sebastiano Tecchio